# Luis Villamil
Luis Manuel Pérez Rodríguez-Villamil (Navia, Asturias; 1955), conocido como Luis Villamil, es un expiloto de automovilismo español especializado en turismos, tres veces Campeón de España de Turismos y dos veces campeón en Italia.

## Trayectoria
Casado y padre de dos hijos, corrió su primera carrera dentro de la denominada "Operación Arco Iris", una de las primeras iniciativas de captación de jóvenes promesas de España, que se llevó a cabo en el Circuito del Jarama de Madrid sobre varios Simca Rallye II.
Ganó la Copa Renault 8TS Iniciación en 1978 y la Copa Nacional Renault R5 en 1981. Junto con Luis Pérez-Sala, quién luego fuera piloto de Fórmula 1, corrió la Copa europea Alfasud Sprint en 1982 y 1983. En 1984 y 1985, participó en el Campeonato Europeo de Fórmula 3 Europea y en el Campeonato de Italia de Fórmula 3 gracias al apoyo de CAMPSA. Fue campeón de España de turismos en 1988, 1989 y 1995, sobre monturas Alfa Romeo y en 1999 se adjudicó el Campeonato de Italia de Superproducción con un Alfa Romeo 156.
En 2003 y 2004 participó con el equipo Antonelli Sport, alzándose con la cuarta plaza en 2003 y la 6.ª en 2004. En 2005 se integró en el equipo PSR Group alcanzando el 7.º puesto en el European Alfa Challenge. Con este mismo equipo en 2006 alcanzó el primer puesto absoluto en la Alfa 147 Cup, y en 2007 tuvo que conformarse con el subcampeonato, aunque lograron el trofeo por equipos tras campeonar su compañero Antonio Chacón.

## Palmarés
- 1977 3.º Copa Nacional Renault 8 TS.
- 1978 Campeón Copa Nacional Renault 8 TS Iniciación.
- 1979-80 Copa Nacional R-5.
- 1981 Campeón Copa Nacional Renault 5.
- 1982-83 Trofeo Alfasud Sprint Europa.
- 1984-85 Campeonatos Europeo e Italiano de Fórmula 3.
- 1986 Campeonato Europeo de Turismos.
- 1987 Campeonato Mundial, Europeo y Español de Turismos.
- 1988 Campeón de España de Turismos (Alfa 33).
- 1989 Campeón de España de Turismos (Alfa 75).
- 1990 3.º Campeonato de España de Turismos.
- 1991-93 Campeonato de España de Turismos.
- 1994 3.º Campeonato de España de Superturismos.
- 1995 Campeón de España de Superturismos (Alfa 155).
- 1996 Campeonato de España de Superturismos.
- 1997 Campeonato Europeo Renault Spider.
- 1998 Campeonato de Italia de Turismos (Grupo N).
- 1999 Campeón de Italia de Superproducción (Alfa 156).
- 2000 3.º Campeonato de España de GT (Clase GTB).
- 2001 9.º Campeonato de Europa de Turismos (Categoría Superproducción).
- 2002 16.º Campeonato de Europa de Turismos (Reglamento Super 2000).
- 2003 4.º Campeonato Alfa Challenge.(Equipo "Antonelli Sport")
- 2004 6.º Campeonato European Alfa Challenge.(Equipo "Antonelli Sport")
- 2005 7.º Campeonato European Alfa Challenge.(Equipo "PSR Group")
- 2006 Campeón Alfa 147 Cup.(Equipo "PSR Group")
- 2007 2.º Campeonato Alfa 147 Cup.(Equipo "PSR Group")

## Homenajes
- Homenaje por parte de Alfa Romeo España (2007).[4]
- Monumento y calle en su honor en su pueblo natal Navia (2023).[5][6]